# Zoé Claessens
Zoé Claessens, född 28 april 2001, är en schweizisk BMX-cyklist.

## Karriär
Zoé Claessens deltog vid OS 2020 och placerade sig på en fjortondeplats i racing. Vid OS 2024 tog hon brons i BMX-klassen racing.